# Elsa Trolle Önnerfors
Margareta Elsa Birgitta Trolle Önnerfors, född Trolle den 11 juni 1971, är en svensk rättshistoriker.  
År 2010 disputerade Elsa Trolle Önnerfors på en studie om testamentsrätt under 1600-talets senare hälft. Sedan 2014 är Trolle Önnerfors, som är docent, anställd som universitetslektor i rättshistoria med inriktning på familjerätt vid Lunds universitet. Hennes pågående forskningsprojekt har det preliminära namnet "Justitias pionjärer. En studie av de första kvinnliga juristerna i Sverige. Deras förutsättningar, villkor och situation i Sverige från 1870-1970". Projektet är finansierat av Ragnar Söderbergs stiftelse. Hon har även varit studierektor med särskilt ansvar för pedagogiska frågor.
Trolle Önnerfors är medförfattare till boken Att skriva rätt, som ger råd till uppsatsskrivande juriststudenter. Hon är även författare till flera artiklar i Svenskt kvinnobiografiskt lexikon.
Elsa Trolle Önnerfors är sedan 2017 inspektor för Helsingkrona nation. 
Trolle Önnerfors är dotter till lantmästare Carl-Axel Trolle och dennes andra hustru, Margareta Sjögle. Hon är gift med Fredrik Önnerfors (född 1972).

## Ledamotskap och priser
- Ledamot av Vetenskapssocieteten i Lund (LVSL 2016), preses från 2024[4]
- Lundastudenternas pedagogiska pris (2018)[5]